# 坂合部贄
坂合部 贄（さかいべ の にえ、生年不明 - 安康天皇3年（推定456年）8月9日）は、古墳時代（5世紀）の豪族。坂合部氏の祖。贄連（にえのむらじ）とも。

## 記録
『古事記』には登場せずに、『日本書紀』巻第十四にのみ、名前があげられている。
安康天皇3年（推定456年）、眉輪王によって天皇が暗殺された際に、弟の大泊瀬皇子（のちの雄略天皇）は兄たちを共犯者として疑い、八釣白彦皇子を斬り殺し、さらに坂合黒彦皇子をも訊問して殺そうとした。坂合黒彦皇子は隙をみて、眉輪王とともに大臣葛城円の家へ逃げ込んだ。結果として、3人は家ごと火をつけられて燃え広がる炎の中で死んでしまうが、その歳に、坂合部連贄宿禰は皇子の亡骸を抱いてともに殺されたという。後で、舎人たちが焼け跡から彼らの遺骨を収拾したが、皇子の骨と贄の骨を選別することが難しかったため、1つの棺にいれて、新漢（いまきのあや）の𣝅本（つきもと）の南の丘（現在の奈良県吉野郡大淀町今木、あるいは橿原市見瀬町・大軽町付近）に合葬した、という。
以上が『書紀』の語る物語であるが、この坂合部贄という人物は、黒彦皇子の名代・子代の民であり、皇子の壬生部の管理者ではなかったか、と言われている。『新撰姓氏録』「左京神別」にある「坂合部宿禰」条に「火明命八世孫邇倍足尼之後也」とあり、「右京神別」にも「火闌降命八世孫邇倍足尼之後也」とある。この「邇倍足尼」が贄宿禰ではないかとする説もある。
『古事記』では、彼の名前は現れず、「境之黒日子王」は「大長谷王子」に襟首を捕まれて、刀で斬り殺されている。また「都夫良意美」（円大臣）と「目弱王」（眉輪王）は大長谷王子に攻められて自刃している。

## 系譜
『新撰姓氏録』右京神別によれば火闌降命の、同書左京神別によれば火明命のそれぞれ8世孫とされる。